# 6 Pułk Piechoty (III Rzesza)

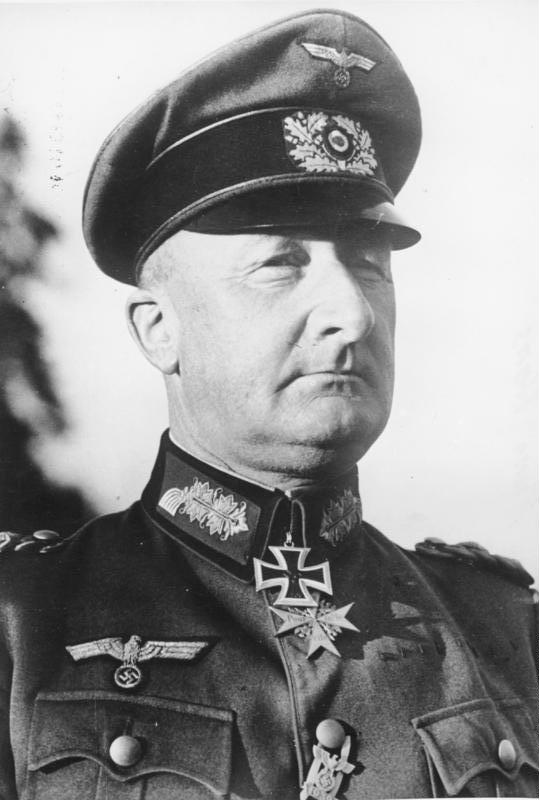
Kuno-Hans von Both

6 Pułk Piechoty (niem. Infanterie-Regiment 6, IR 6) − jeden z niemieckich pułków piechoty okresu Republiki Weimarskiej i III Rzeszy. Sformowany w II Okręgu Wojskowym. Stacjonował w Lubece, Eutin, Flensburgu i Schwerinie.

## Dowódcy
- Oberst Paul Helfritz (formowanie) 1921
- Oberst Ernst Stoltz 1922 − 1923
- Oberst Heinrich von dem Hagen 1923 − 1924
- Oberst Hartwig von Bülow 1925 − 1926
- Oberst Walter von Unruh 1926 − 1927
- Oberst Curt Freiherr von Gienanth 1927 − 1928
- Oberst Bodo von Witzendorff 1929 − 1931
- Generalmajor Hubert Gercke 1931 − 1934
- Oberst Kuno-Hans von Both 1934 − 1936
- Generalmajor Joachim Witthöft 1936 − 1938
- Oberst Joseph Reichert 1938 − 1941
- Oberst Georg Koßmala 1942